# Freifjorden
Freifjorden er en fjord i Kristiansund, Gjemnes og Tingvoll kommuner på Nordmøre i Møre og Romsdal fylke i Norge. Fjorden går 14 kilometer mod sydvest på øst- og sydsiden af Freiøya mellem Talgsjøen i nord og Kvernesfjorden i sydvest.
Fjorden har indløb mellem Årsundøya i øst og Gyltneset på Freiøya i vest. Nordøst for indløbet ligger indløbet til Vinjefjorden. I den anden anden ende af fjorden, mellem Flatsetøya i nord og Bergsøya går den 5 kilometer lange Freifjordtunnelen under fjorden som en del af riksvei 70 og Krifast til Kristiansund længere mod nord. Ud over Bergsøya ligger Aspøya og Straumsnes på syd- og østsiden af fjorden. Mellem Bergsøya og Aspøya går Bergsøysundet mod syd til Tingvollfjorden. 
Langs fjorden ligger småbyerne Ørnvik, Kvalvåg, Ora og bygden Frei på Freisiden af fjorden. På østsiden er der kun  mindre  gårde, men på Straumsnes ligger bebyggelsen Kvisvika. 
Fylkesvej 285 går på sydsiden af fjorden over Bergsøya og Aspøya.